# Łódź hybrydowa

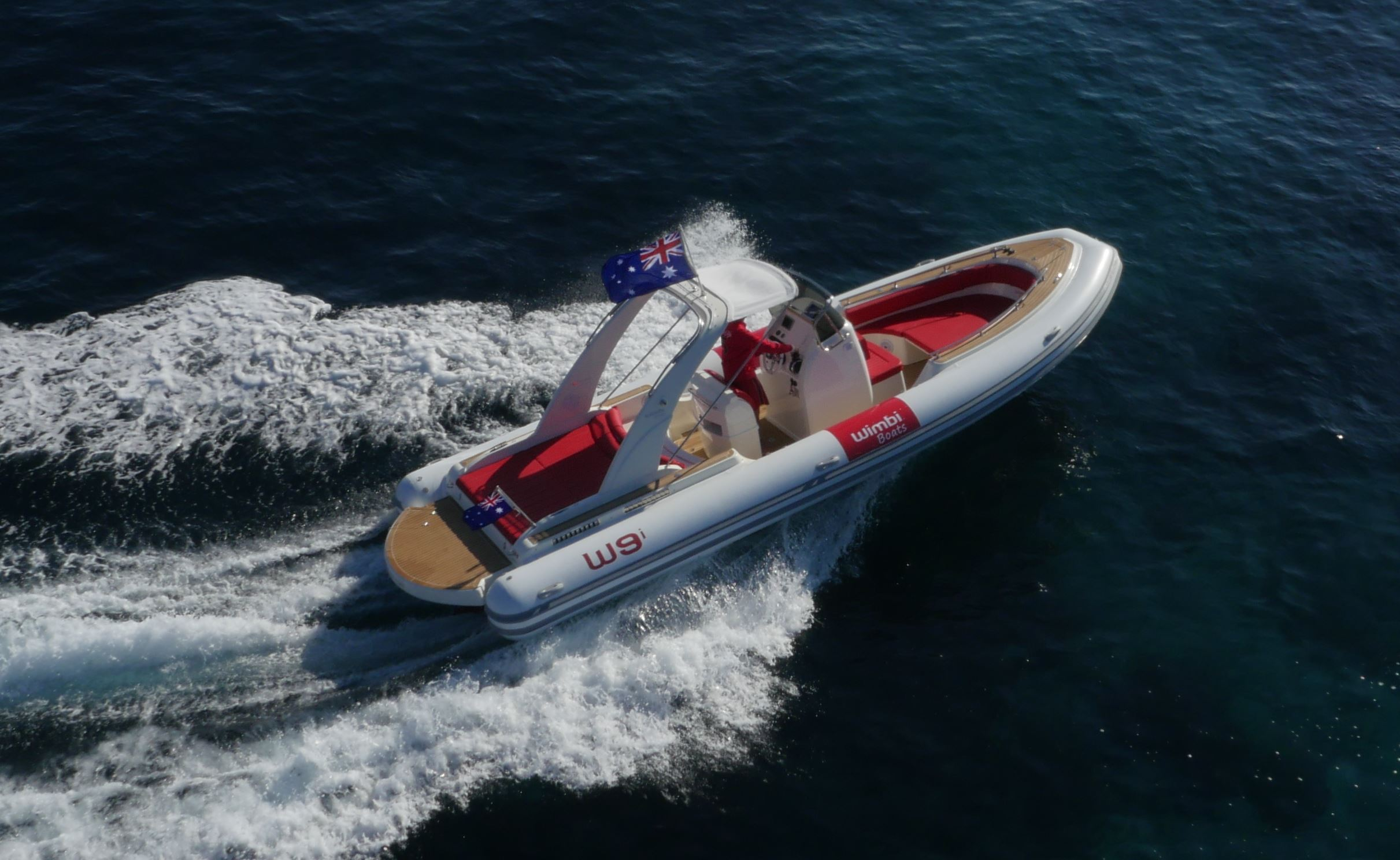
Łódź hybrydowa

Łódź hybrydowa, motorówka pontonowa ze sztywnym dnem, RIB (od ang. rigid inflatable boat) – jednostka pływająca łącząca zalety pontonu i łodzi, używana przez wojsko, straż graniczną, straż pożarną, policje, WOPR, nurków oraz w celach sportowo-rekreacyjnych.

## Właściwości
- sztywne dno (o kształcie zbliżonym do trójkąta), zapewniające dużą „dzielność” na wodzie
- wyjątkowa zwrotność
- duża stabilność (odporność na przechyły i zafalowanie)
- możliwość zamontowania kabiny
- wielokomorowa konstrukcja
- możliwość przewożenia licznej załogi
- łatwe wodowanie
- duża ładowność
- łatwość przewożenia na lekkich przyczepach